# Боен клуб
„Боен клуб“(1996) е роман на американския писател Чък Паланюк.
Главният герой в книгата, чието име не се споменава, развива раздвоение на личността, вследствие на отказа си да приеме безсмислеността на консуматорския начин на живот. През деня той работи във фирма, занимаваща се с пътнотранспортни произшествия, а когато заспи в него се събужда другата му личност – Тайлър Дърдън, анархист, смелчага, непримирим към обществото и порядките, с които живее. Героят до последно не разбира, че има раздвоение на личността и през целия роман вярва, че Тайлър е друг човек, с когото се познават, и дори разговаря с него.
Тайлър Дърдън основава бойния клуб – място, където се събират мъже, разбиращи празнотата и липсата на смисъл в живота си. Там те се бият по определени правила и този бой им служи като радикален начин за психотерапия. В боевете се пречистват и добиват чувство за контрол над живота си. Постепенно бойният клуб се разраства до огромна анархистка организация, целяща цялостно разрушаване на съвременната цивилизация.
Романът е филмиран през 1999 г. от Дейвид Финчър, с Брад Пит и Едуард Нортън в главните роли. Едноименният филм пожънва успех и насочва вниманието на повече хора към романа, въпреки критиките към големите дози насилие в действието.